# Гран, Валлис
Валлис Гран (швед. Wallis Grahn; 13 февраля 1945 — 18 января 2018) — шведская актриса театра, кино и телевидения.

## Биография
Валлис Гран родилась в рабочей семье. Училась музыке в Стокгольме. Затем с 1964 года в театральной школе в Норрчёпинге. С 1965 года работала в столичном театре марионеток, с 1967 по 1970 год обучалась в театральной школе в Мальмё. С 1980 по 2005 год Валлис играла на сцене Городского театра Мальмё.
С 1971 года снималась в кино и на телевидении. Занималась озвучиванием анимационных фильмов.
Сыграла роли в 58 кино- и телефильмах.

## Избранная фильмография
- 1971 — Finansiären (ТВ)
- 1977 — Mackan
- 1981 — Babels hus (ТВ-сериал)
- 1981 — Pelle Svanslös
- 1981 — The Simple-Minded Murder
- 1982 — Profitörerna (ТВ-сериал)
- 1982 — Бесхитростное убийство
- 1984 — Проект «Лазер»
- 1986 — Anmäld försvunnen (ТВ-сериал)
- 1986 — Morrhår och ärtor
- 1992—1993 — Rederiet (ТВ-сериал)
- 1993 — Roseanna
- 1995 — Torntuppen (ТВ-сериал)
- 1995 — Mördare utan ansikte (ТВ-сериал)
- 1996 — Att stjäla en tjuv
- 1997 — Grötbögen
- 1998 — Hela härligheten
- 1999 — Ева и Адам (сериал) — классный руководитель
- 2002 — Пятая женщина (ТВ-сериал)
- 2002 — Шведский финал (ТВ-сериал)
- 2003 — Человек, который улыбался (ТВ-сериал)
- 2005—2009 — Валландер
- 2005 — Lovisa och Carl Michael
- 2006 — Детективное агентство «Лассе и Майя» (ТВ-сериал)
- 2007 — Пляска смерти
- 2009 — Andra Avenyn (ТВ)
- 2010 — Себастьян Бергман (ТВ-сериал)
- 2010 — Солнечная сторона (ТВ-сериал)

## Озвучивание
- 1981 — Приключения Пелле Безхвостого
- 1997 — Пеппи Длинный Чулок
- 1999 — Пеппи в Южном море